# Marigliano
Marigliano é uma comuna italiana da região da Campania, província de Nápoles, com cerca de 30.291 habitantes. Estende-se por uma área de 22 km², tendo uma densidade populacional de 1377 hab/km². Faz fronteira com Acerra, Brusciano, Mariglianella, Nola, San Vitaliano, Scisciano, Somma Vesuviana.

## Demografia
| Variação demográfica do município entre 1861 e 2011                               |
|                                                                                   |
| Fonte: Istituto Nazionale di Statistica (ISTAT) - Elaboração gráfica da Wikipedia |